# 八里庄站 (成都市)
八里庄站位于成都市成华区中环路八里庄路段，是成都地铁7号线的地下岛式站台车站，因所在路名而得名，于2017年12月6日启用。在7号线建设期间，本站曾使用工程名“东区医院站”。在施工阶段，因客观条件所限，本站站位由路中向路侧偏移，同时带动其两侧区间正线由路中向路侧摆动，最大摆动范围9至37.5米。

## 车站结构

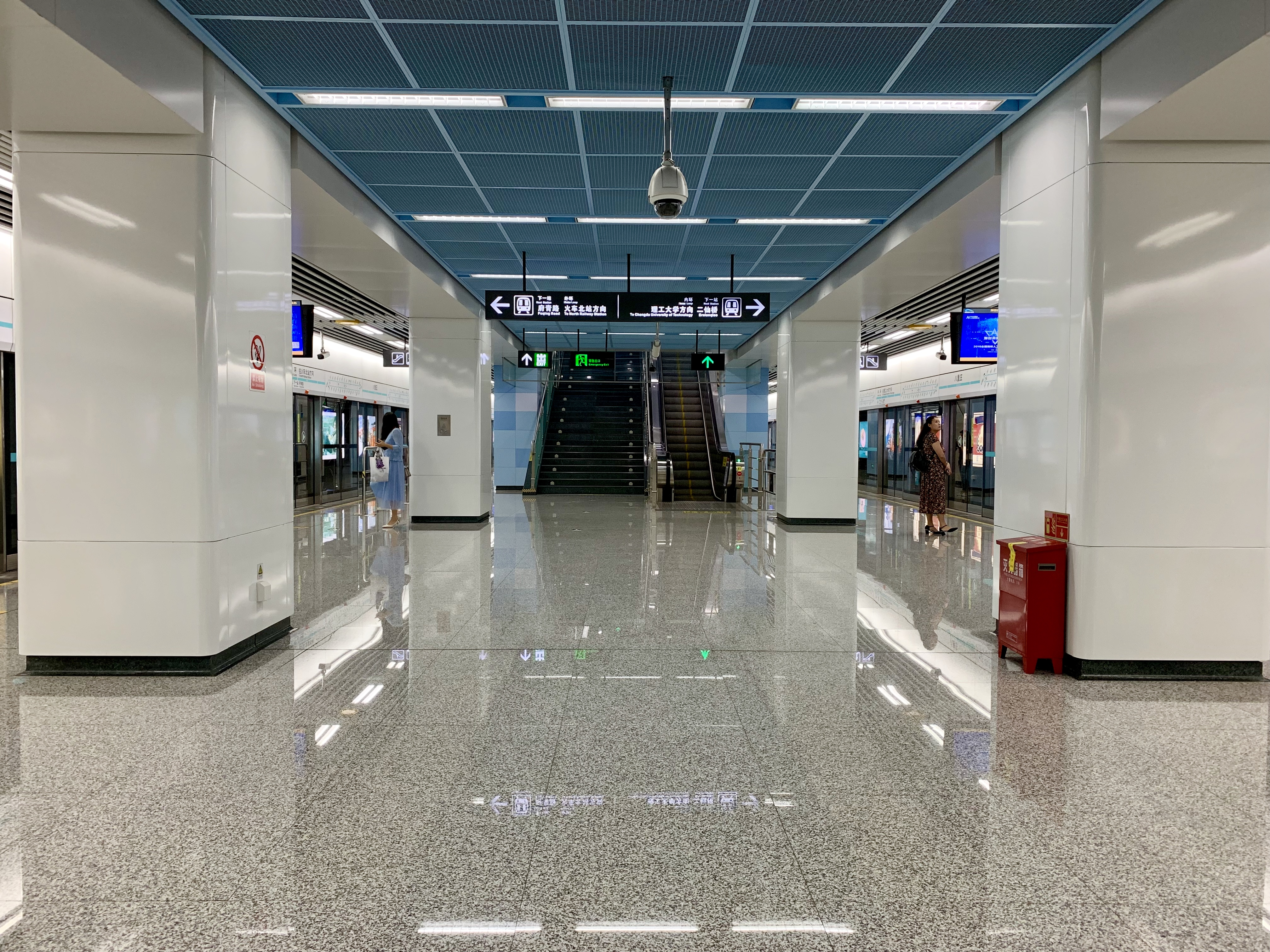
站台层
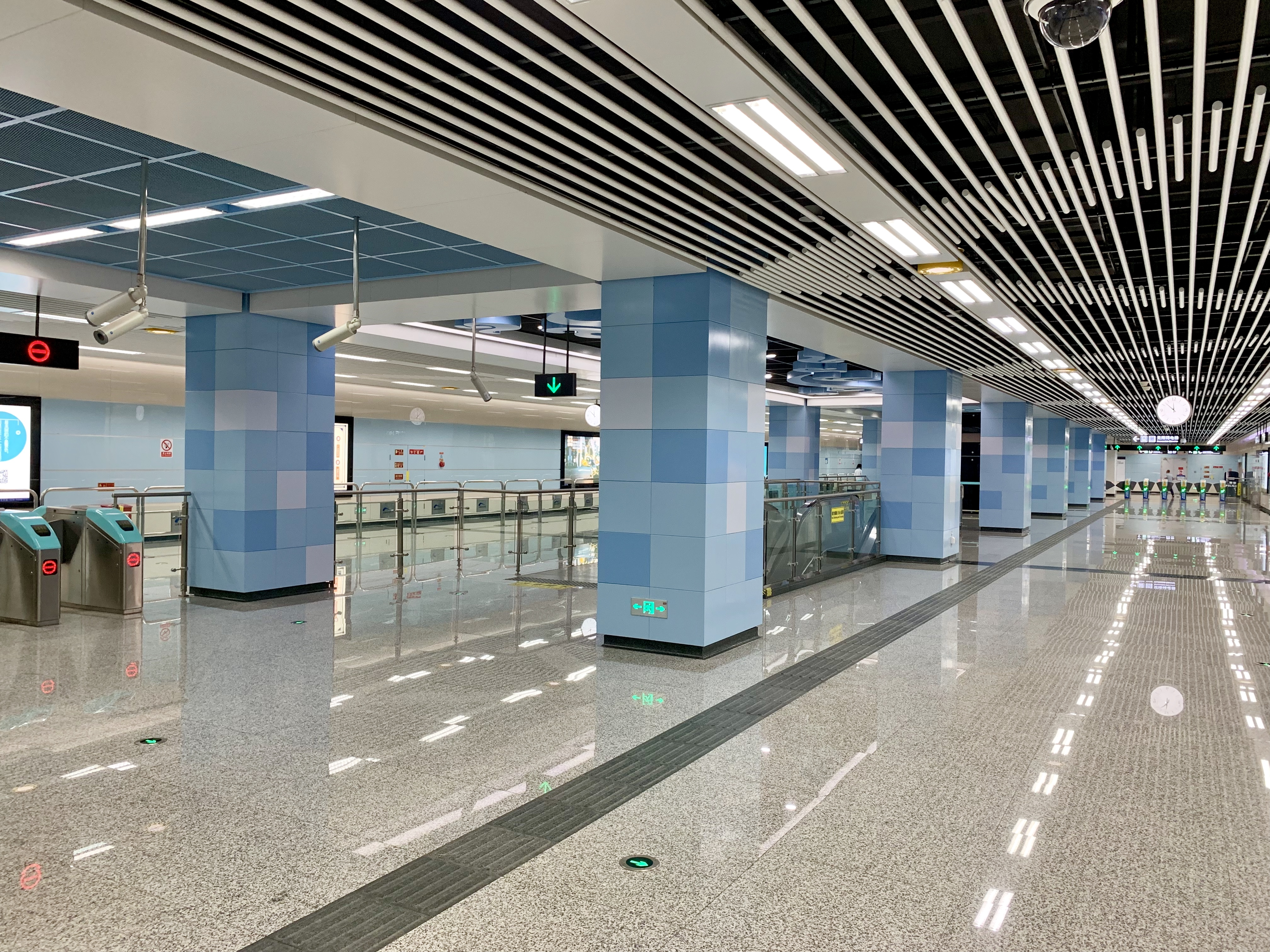
站厅层

八里庄站为地下两层岛式站台车站，车站长192.4米、标准段宽21.1米，最大宽度32.35米，车站建筑面积12191平方米。设有3个出入口、2组风亭、1个紧急疏散口。
| 地面      |                              | 出入口                       |  |
| 地下 一层 | 站厅层                       | 安检、售票机、站内商店       |  |
| 地下 二层 |                              | 7号线列车外环方向 （府青路） |  |
| 地下 二层 | 岛式站台，左边车门将会开启   |                              |  |
| 地下 二层 | 7号线列车内环方向 （二仙桥） |                              |  |

## 出入口信息
本站目前开放3个出入口。
| 出口编号 | 设施                    | 地点               | 可到达目的地                                                 | 照片 |
| -------- | ----------------------- | ------------------ | ------------------------------------------------------------ | ---- |
|          |                         |                    |                                                              |      |
|          |                         | 中环路二仙桥西路段 | 成都蜀辉实验学校                                             |      |
| 出口 · D | 无障碍电梯 无障碍卫生间 | 中环路八里庄路段   | 川铁商务楼、东星名居、铁路公安局第二公安处直属分处第二派出所 |      |
| 出口 · F |                         | 中环路八里庄路段   | 宝泰家园、地质花园                                           |      |

## 公交换乘
426路(致强环街站—地铁八里庄站)；

## 大事记
- 2014年7月10日，车站主体结构封顶[4]；
- 2017年12月6日，车站正式启用[1]。